# Göhrde
Göhrde es un municipio alemán ubicado en el distrito de Lüchow-Dannenberg en el Estado federado de Baja Sajonia.

## Historia
El municipio lleva el nombre del bosque del estado de Göhrde, que tiene una superficie de cerca de 75 kilómetros cuadrados, famosa por sus robles, hayas y cotos de caza. El pabellón de caza situado en el bosque fue construido en 1689 y fue restaurado por Ernesto Augusto I de Hannover. 
Es conocido a causa de la Constitución de Göhrde, promulgada allí en 1719. Asimismo, es memorable por la Batalla de Göhrde, que tuvo lugar el 16 de septiembre de 1813, durante la Guerra de la Sexta Coalición, en la cual las fuerzas aliadas bajo el mando de Ludwig von Wallmoden-Gimborn derrotaron a las fuerzas francesas comandadas por Marc Nicolas Louis Pécheux.